# Taboão (Guarulhos)
Taboão é um bairro localizado a nordeste do município de Guarulhos no estado de São Paulo. Limita-se a norte com os distritos da Invernada e Cabuçu de Cima, a oeste com Morros e Bela Vista, a sul com o distrito da Vila Barros e a leste com a área do Aeroporto Internacional de Guarulhos. O distrito ocupa uma área de 6,76 km² e conta com uma população de 74.933 habitantes, sendo o quarto mais populoso do município. Segundo trabalho realizado pela AGENDE Guarulhos com base em dados do censo de 2010, o distrito possuí IDH (Índice de Desenvolvimento Humano) de 0,702.

## Características Atuais
O distrito do Taboão possuí perfil misto: o comércio é bem intenso na região da Praça Oito de Dezembro (ponto de origem do distrito), possuindo variados estabelecimentos comerciais e agências bancárias. Já a região do jardim São Geraldo (sul do distrito) possuí perfil industrial, se destacando as empresas Puratos (ramo alimentício) e Stratema (bombas compressoras). Ainda na região que compreende o jardim São Geraldo e Praça Oito de Dezembro, destacam-se o Atacadão Guarulhos. 
A região do Taboão é diretamente influenciada pela proximidade com o  Aeroporto Internacional de Guarulhos, recebendo alguns estabelecimentos que tem por objetivo atender a demanda do aeroporto como Hotéis e o novo Terminal Metropolitano do Taboão, que faz a ligação entre o Taboão e a Vila Galvão. Este terminal faz parte do Corredor de Ônibus Metropolitano São Paulo-Guarulhos, que futuramente ligará o Taboão ao bairro paulistano do Tucuruvi.
O distrito também conta com o 9º distrito policial de Guarulhos, localizado no bairro Jardim Paraíso.

## Principais Vias
As principais via do distrito do Taboão são as seguintes:
Avenida Otávio Braga de Mesquita: Faz a ligação do Taboão ao distrito do Macedo. Avenida essencialmente comercial que termina na Praça Oito de Dezembro;
Avenida Silvestre Pires de Freitas: Faz a ligação do Taboão ao distrito do Cabuçu e região da Serra da Cantareira;
Avenida Jamil João Zarif: Faz a ligação do Taboão ao distrito do São João e Aeroporto;
Praça Oito de Dezembro: Localiza-se no centro sul do distrito. É a maior região comercial do Taboão e distritos vizinhos. Segundo a Lei de Zoneamento de Guarulhos a região da praça Oito de Dezembro é um dos sete subcentros do município.

## Subdivisões
O distrito do Taboão possuí certa de 30 bairros menores em seu interior. os mais destacados são:
Jardim São José: Bairro onde se encontra a Praça Oito de Dezembro. essencialmente comercial, com algumas residências de classe média e média baixa;
Jardim Paraíso: Localizado no oeste do distrito. Bairro essencialmente residencial de classe média baixa e baixa;
Parque Mikail: Localizado no norte do distrito. Bairro essencialmente residencial de classe baixa;
Jardim São Geraldo: Localizado no sul do distrito. Essencialmente industrial, contando com muitas empresas de logística.